# Автошлях Т 2542
Автошля́х Т 2542 — автомобільний шлях територіального значення у Чернігівській області. Пролягає територією Менського району через Мену — Макошине. Загальна довжина — 10,4 км.

## Маршрут
Автошлях проходить через такі населені пункти:
| Автошлях Т 2542      |                       |
| Чернігівська область |                       |
| Менський район       |                       |
| Мена                 | Н27Т 2534Т 2536Т 2543 |
| Загорівка            |                       |
| Макошине             |                       |